# Liste des évêques de Rutana
L’ évêque de Rutana est à la tête du diocèse de Rutana, au Burundi.
Le diocèse a été créé le 17 janvier 2009, à partir du diocèse de Bururi et du diocèse de Ruyigi.

## Est évêque
- 17 janvier 2009 - 19 février 2022 : Bonaventure Nahimana (de), nommé archevêque de Gitega
  - 19 février 2022 - 12 avril 2025 : Bonaventure Nahimana (de), administrateur apostolique
- depuis le 15 février 2025 : Léonidas Nitereka

## Sources
- L'annuaire pontifical, sur le site http://www.catholic-hierarchy.org, à la page